# XXXII Universiade invernale
I XXXII Giochi mondiali universitari invernali, noti anche come Torino 2025, sono una manifestazione multisportiva in programma a Torino, in Italia, dal 13 al 23 gennaio 2025. Il capoluogo piemontese è stato designato come città ospitante dei Giochi il 15 maggio 2021. Sarà la dodicesima volta nella storia che l'evento si svolgerà in Italia e settima volta per quanto riguarda l'Universiade invernale, con la precedente che fu in Trentino, nel 2013.

## Assegnazione
Il 6 luglio 2020 i rappresentanti di Città di Torino, Regione Piemonte, Università di Torino, Politecnico di Torino, CUS Torino, EDISU Piemonte e Università del Piemonte Orientale annunciarono formalmente la propria candidatura per ospitare i Giochi 2025. La candidatura, nota come "Torino 2025", includeva l'intenzione di ospitare eventi para-sportivi, in tandem con i mondiali Special Olympics 2025 . Il 7 luglio 2020 il ministro dello Sport del governo italiano, Vincenzo Spadafora, confermò il suo forte sostegno alla candidatura.
La città di Torino ha ospitato le Universiadi estive del 1959 e la VI Universiade del 1970, le Universiadi invernali del 2007, le Olimpiadi invernali e le Paralimpiadi del 2006 e ha una tradizione ad ospitare eventi sportivi internazionali.
Altri tre paesi avevano annunciato l'intenzione di ospitare l'evento, in particolare: Lucerna in Svizzera e un'offerta congiunta di Finlandia e Svezia, con Stoccolma come ospite principale.
I Giochi furono assegnati all'Italia il 15 maggio 2021. La candidatura di Torino venne selezionata come la più idonea dalla FISU, con particolare riferimento all'esperienza del territorio italiano e piemontese nell'organizzare grandi eventi sportivi.

## Sviluppo e preparazione

### Sedi di gara

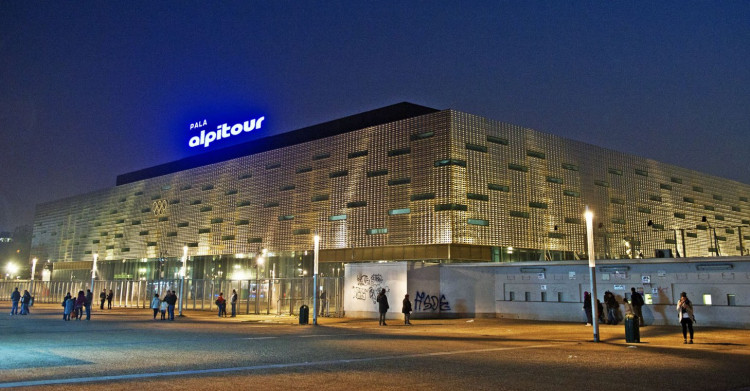
Il Palasport Olimpico di Torino

Il programma della manifestazione prevede competizioni in 9 sport principali, a cui si aggiungono 2 sport opzionali (sci alpinismo e sci orientamento) scelti appositamente per questa edizione dei FISU Games. Lo sci alpinismo sarà al suo debutto ai FISU Games.

#### Torino

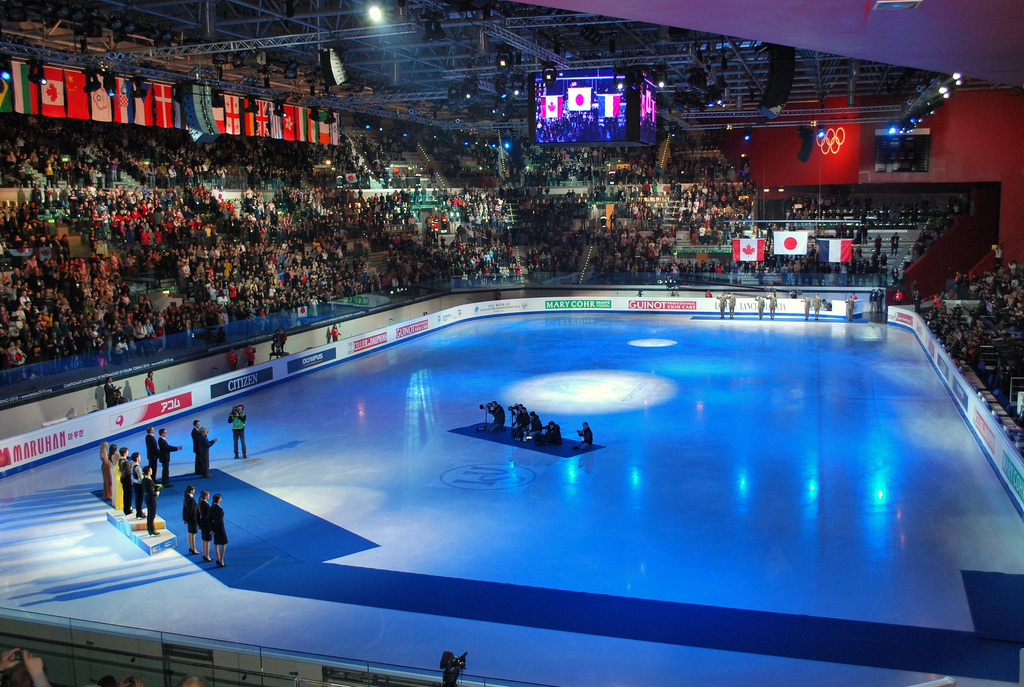
Il PalaVela

- Palasport Olimpico - cerimonia di apertura; 12 500 posti
- Palasport Tazzoli - hockey su ghiaccio (finali) e curling; 2 290 posti
- Palazzo a Vela - pattinaggio di figura e short track; 8 240 posti
- Piazzetta Reale - cerimonia di chiusura;

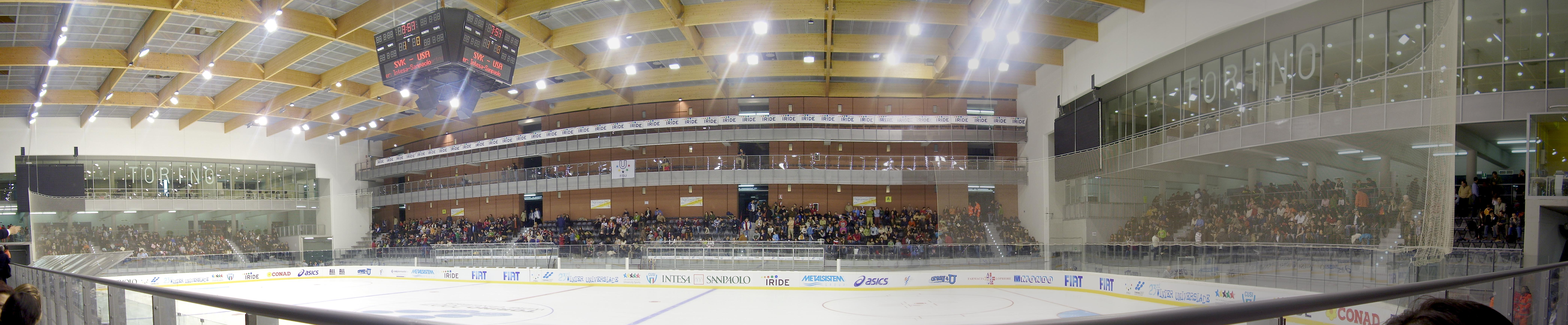
Il Palasport Tazzoli

#### Bardonecchia
- Melezet - sci alpino e snowboard;
- Bardonecchia Snowpark & Campo Smith 1	- freestyle;

#### Pinerolo
- Pinerolo Palaghiaccio - hockey su ghiaccio; 3 500 posti

#### Pragelato
- Pragelato - biathlon, sci di fondo e sci orientamento;

#### Sestriere
- Colle del Sestriere - sci alpinismo;

#### Torre Pellice

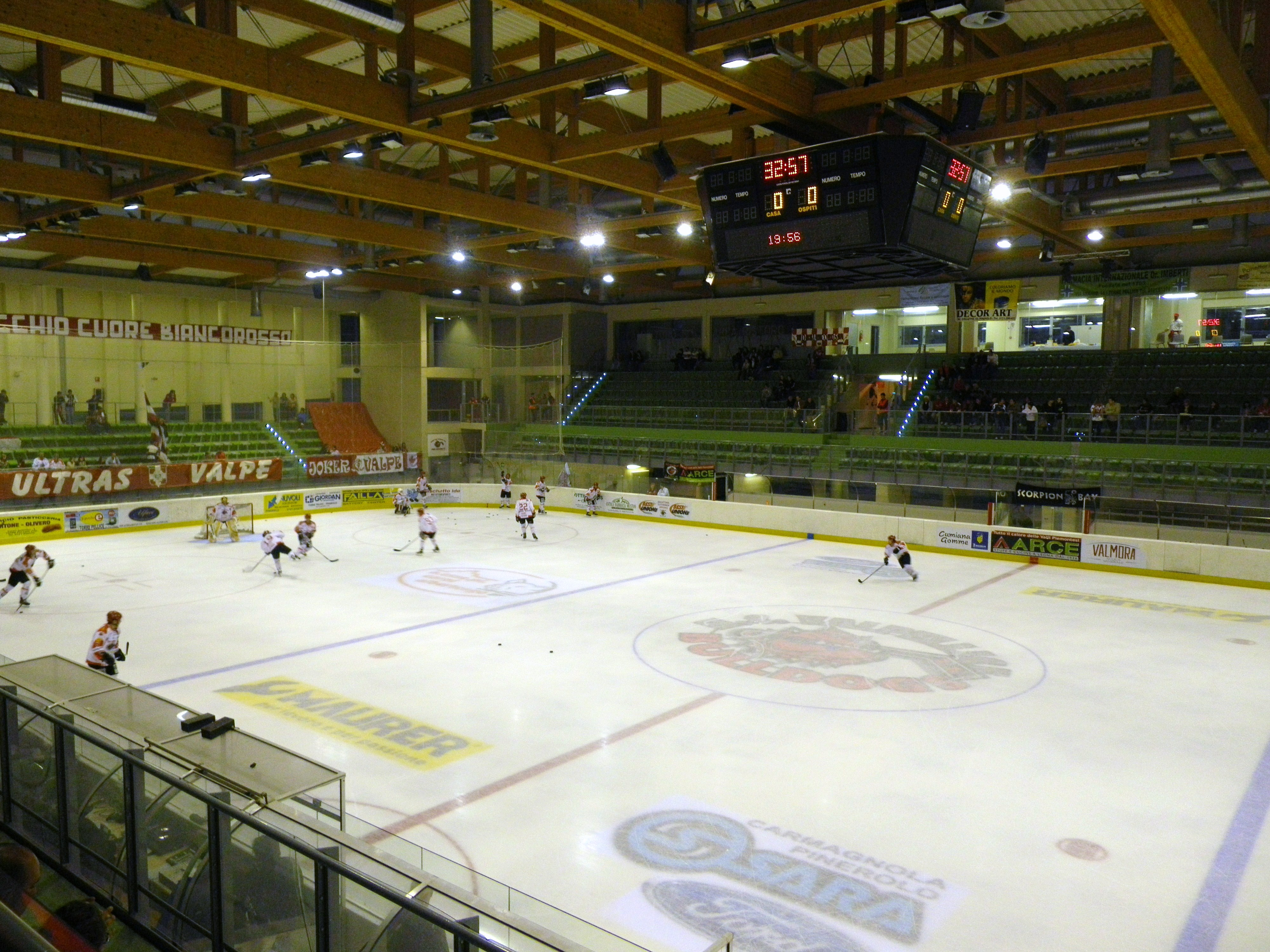
Il palaghiaccio Cotta Morandini di Torre Pellicce

- Palaghiaccio olimpico di Torre Pellice Giorgio Cotta Morandini - hockey su ghiaccio; 2 370 posti

### Torcia
La torcia, denominata "La Guarini", trae ispirazione dalle geometrie della Cupola della Cappella della Sindone in omaggio all'opera di Guarino Guarini, architetto simbolo del barocco torinese. "La Guarini" è dotata di un'illuminazione a LED che evoca efficacemente il movimento di una vera fiamma. Il colore al centro del concept della torcia è il rosso.
Il disegno scelto per la torcia è il risultato di un workshop in Design organizzato dal Politecnico di Torino con il supporto del CUS Torino e della FISU.

#### Il percorso
La torcia di Torino 2025 è stata solennemente accesa il 20 settembre 2024 nel cortile del Rettorato dell'Università di Torino, luogo che tradizionalmente accoglie l'accensione delle torce di ogni edizione dei FISU Games, sia estive che invernali. Da Torino la Fiamma del Sapere partirà per un viaggio che la porterà a toccare mete non solo nazionali ma anche internazionali.

### Emblema
L'emblema ufficiale è stato presentato a gennaio 2022 presso il Padiglione Italia all'Expo 2020 di Dubai.
Esso incorpora più elementi:
- il profilo della Mole Antonelliana, simbolo della città ospitante;
- i cinque colori distintivi dei Giochi mondiali universitari e del movimento olimpico (nero, rosso, blu, giallo e verde);
- la punta stilizzata di uno sci, a simboleggiare gli sport invernali;
- la forma di una grande lettera U, a richiamo del logo ufficiale della FISU.

### Mascotte
La mascotte dei FISU Games Torino 2025 prende il nome di "TO Tag". Dall'aspetto simile a un robot, trae ispirazione dal mondo del gaming e della grafica animata. La corporatura del personaggio lo rende adatto alla pratica sportiva ed un professionista negli sport invernali. Il volto di TO Tag appare come uno schermo composto da pixel su cui può comparire un'infinita varietà di espressioni oltre che di emoji, un linguaggio universale facilmente comprensibile a tutti senza barriere di lingua e nazionalità.
Il nome "TO Tag" deriva in primo luogo dal verbo inglese "to tag", ovvero "taggare", l'azione caratteristica del mondo dei social per cui si vuole includere qualcuno in un discorso o in un progetto. Questo evoca la volontà di includere e di rendere partecipi tutti nella grande festa dello sport che sono le Universiadi. Inoltre il nome della mascotte racchiude le iniziali di Torino, città natale delle Universiadi.
Insieme a TO Tag figurano anche altre mascotte secondarie, i cosiddetti "Fulgor", cinque piccole fiamme animate che rappresentano la conoscenza e la Fiamma del Sapere, simbolo delle Universiadi e che proprio a Torino viene custodita.

### Slogan
- Piemonte Land of Sport

### Medaglie
Le medaglie dei FISU Games Torino 2025 sono suddivise in due categorie: sport (per i vincitori delle gare nelle discipline sportive) e sprint generation (per i vincitori della Sprint Generation Challenge nel corso dell'iniziativa To25 BRAINstorm con nove sfide e "discipline della mente").
Le medaglie sport sono pensate per valorizzare il concetto di "Torino città delle Alpi | metro-montagna". Presentano uno sfondo composto dalla griglia urbana della città di Torino e riportano su un lato il profilo della Mole Antonelliana ed il logo della competizione, mentre sull'altro lato riportano il logo ufficiale della FISU.
Le medaglie sprint generation sviluppano il concetto di "Piemonte hub e rete di innovazione, dal food all'aerospazio". In queste medaglie i loghi di Torino 2025 e della FISU sono circondati da una serie di curve paraboliche che si intrecciano e che evocano la struttura atomica ed il moto dei satelliti intorno al nostro pianeta.

### Look of the Citye Manifesto ufficiale
Il "Look of the City" costituisce l'insieme di elementi decorativi e di immagine con cui vengono allestiti i siti di gara nelle città ospitanti. Per Torino 2025 l'identità del Look of the City ha origine dall'artwork del manifesto ufficiale di questa edizione dei Giochi Mondiali Universitari. Il manifesto, ideato dal duo creativo Van Orton Design, rappresenta Torino e gli sport invernali in un gioco di incastri cromatici tra linee e geometrie. Al centro del manifesto troneggia la Mole Antonelliana che appare circondata da quattro figure di atleti per altrettanti sport invernali: short track e pattinaggio di figura nella parte bassa del manifesto, sci alpino e snowboard nella parte alta. Completano l'artwork l'immagine di una mano che sorregge la torcia ed il profilo stilizzato di vette innevate che si stagliano nel bordo superiore del manifesto.

## I Giochi

### Paesi partecipanti
- Argentina
- Armenia (10)
- Australia (16)
- Austria
- Belgio (8)
- Brasile (4)
- Bulgaria
- Canada
- Cile
- Cina (48)
- Corea del Sud
- Croazia (5)
- Estonia
- Filippine (1)
- Finlandia
- Francia
- Georgia
- Germania
- Giappone
- Gran Bretagna
- Hong Kong (14)
- Irlanda
- Israele
- Italia (Paese ospitante)
- Kazakistan
- Kosovo
- Lettonia
- Libano
- Liechtenstein
- Lituania (2)
- Lussemburgo (2)
- Malaysia
- Messico
- Mongolia
- Nepal
- Norvegia
- Nuova Zelanda
- Paesi Bassi (8)
- Polonia
- Portogallo
- Repubblica Ceca (93)
- Romania
- Singapore
- Slovacchia
- Slovenia
- Spagna
- Stati Uniti d'America
- Svezia
- Svizzera
- Taipei Cinese
- Thailandia (3)
- Turchia
- Ucraina (57)
- Ungheria

### Calendario degli eventi
| CA | Cerimonia d'apertura | ● | Gare | 1 | Finali | SG | Serata di gala | CC | Cerimonia di chiusura |

| Gennaio 2025          | 11 Sab | 12 Dom | 13 Lun | 14 Mar | 15 Mer | 16 Gio | 17 Ven | 18 Sab | 19 Dom | 20 Lun | 21 Mar | 22 Mer | 23 Gio | Eventi |
| --------------------- | ------ | ------ | ------ | ------ | ------ | ------ | ------ | ------ | ------ | ------ | ------ | ------ | ------ | ------ |
| Cerimonie             |        |        | CA     |        |        |        |        |        |        |        |        |        | CC     |        |
| Biathlon              |        |        |        | 2      |        | 1      |        | 2      |        | 2      |        | 2      |        | 9      |
| Curling               | ●      | ●      | ●      | 1      | ●      | ●      | ●      | ●      | ●      | ●      | ●      | ●      | 2      | 3      |
| Freestyle             | ●      | ●      | ●      | 2      | ●      | ●      | 2      | ●      | 2      | ●      | 2      | 2      |        | 10     |
| Hockey su ghiaccio    | ●      | ●      | ●      | ●      | ●      | ●      | ●      | ●      | ●      | 1      | ●      | ●      | 1      | 2      |
| Pattinaggio di figura |        |        |        |        |        | ●      | 1      | 2      |        |        |        |        |        | 3      |
| Sci alpinismo         |        |        |        |        |        | 2      | 1      |        | 2      |        |        |        |        | 5      |
| Sci alpino            |        |        |        | 2      | 1      | 1      |        | 1      | 1      | 1      | 1      | 1      |        | 9      |
| Sci di fondo          |        |        |        |        | 2      |        | 2      |        | 1      |        | 2      |        | 2      | 11     |
| Sci orientamento      |        |        |        |        |        |        |        |        | 2      |        | 1      |        |        | 3      |
| Short track           |        |        |        |        |        |        |        |        |        |        | 2      | 4      | 3      | 9      |
| Snowboard             | ●      | ●      | ●      | 2      | ●      | ●      | 2      | ●      | 2      | ●      | 2      | 2      |        | 10     |
| Totale eventi         |        |        |        | 9      | 11     | 10     | 14     | 11     | 8      | 6      | 8      | 11     | 8      | 96     |
| Totale cumulativo     |        |        |        | 9      | 20     | 30     | 44     | 55     | 63     | 69     | 77     | 88     | 96     | 96     |
| Gennaio 2025          | 11 Sab | 12 Dom | 13 Lun | 14 Mar | 15 Mer | 16 Gio | 17 Ven | 18 Sab | 19 Dom | 20 Lun | 21 Mar | 22 Mer | 23 Gio | Eventi |

### Cerimonia di apertura
La cerimonia di apertura è prevista il 13 gennaio 2025 presso il Palasport Olimpico di Torino.

### Cerimonia di chiusura
La cerimonia di chiusura è in programma il 23 gennaio 2025 in Piazza Castello e Piazzetta Reale.